# Edward Snowden
Edward Joseph Snowden (Elizabeth City, North Carolina, 21. lipnja 1983.), američki tzv. zviždač i bivši zaposlenik CIA-e i Nacionalne službe sigurnosti SAD-a (National Security Agency), te privatnih kompanija na poslovima unutar sustava NSA. Snowden je predočio javnosti tajne dokumente koji su pokazali postojanje velikog broja tajnih projekata nadziranja kao npr. PRISM i Boundless informant, te dokumente koji pokazuju da su SAD provodili hackerske napade u računala diljem svijeta, između ostalog i tijekom  G-20 sastanka u Londonu 2009., u Hong Kongu kao i Kini. Snowden je predao dokumente novinarima The Guardiana i The Washington Posta u lipnju 2013.
Dana 14. lipnja 2013. godine pokrenut je u SAD protiv Snowdena službeni kazneni progon zbog špijunaže, te od tada Snowden bježi od američkih vlasti.
U listopadu 2013. godine Snowden je objavio dokumente koji upućuju da su američke tajne službe prisluškivale čak i mobitel njemačke kancelarke Angele Merkel u razdoblju od preko deset godina, što je izazvalo veliki međunarodni skandal.

## Životopis prije bijega u Hong Kong

### Djetinjstvo, obitelj i obrazovanje
Edward Joseph Snowden rođen je u Elizabeth Cityju, Sjeverna Karolina, a odrastao u Wilmingtonu, Sjeverna Karolina. Njegov otac, Lonnie Snowden, koji živi u Pennsylvanii, bio je časnik obalne straže SAD-a, a njegova majka koja živu u Baltimoreu, Maryland, službenica je pri federalnom sudu u Marylandu.
Nakon srednje škole, Snowden nije odmah nastavio visokoškolsko obrazovanje. Pohađao je neke tečajeve kod University of Maryland, te je 2011. god. upisao sveučilišni studij računalne sigurnosti kod University of Liverpool, kojega nije okončao.

## Karijera
Nakon što je stanovito vrijeme radio kao zaštitar kod američke agencije za nadzor komunikacija NSA, gdje je osiguravao centar za učenje stranih jezika te agencije pri University of Maryland, zaposlio se 2006. godine kod CIA-e kao radnik na sigurnosti sustava informatičke tehnologije. Kod CIA-e je, kazuje sam Snowden, bio uključen u neke tajne operacije u Švicarskoj, u svojstvu agenta zaduženog za informatiku.
Snowden je sa zaposlenja u CIA-i prešao 2009. godine na mjesto kod kompanije Dell, ali opet na poslovima unutar objekta NSA u američkoj vojnoj bazi u Japanu. Kod te je kompanije ostao raditi do početka 2013. godine, uz plaću od otprilike 200.000 američkih dolara godišnje. U okviru državnom tajnom obavijene suradnje državne sigurnosne agencije NSA i privatne kompanije Dell, Snowden je 2010. godine završio godine obuku za "certificiranog etičnog hakera" ("Certified Ethical Hacker") - obrazovanje koje ga je načelno trebalo upoznati s metodama koje koriste hakeri, ali uz načelnu svrhu da se pomoću takvih znanja zaštiti informatičke sustave od hakerskih upada. Početkom 2013. godine prelazi na službu u kompaniju Booz Allen Hamilton, privatnu kompaniju s 26.000 zaposlenika koja radi isključivo na ugovorima s državnim službama i agencijama u oblasti informatičkih tehnologija, gdje oko tri mjeseca radi u objektu NSA u "Kunia Regional SIGINT Operations Center" na Havajima

## Osobni stavovi
Snowden se u svibnju 2004. godine prijavio na službu u "United States special operations forces" - dijelu oružanih snaga SAD koji se bavi provođenjem raznih vrsta specijalnih operacija. Obuku nije završio, navodno zbog loma obje noge tijekom obučavanja.
E. Snowden je glasovao na izborima u SAD, te je čak uplatio 2012. godine donaciju kongresmenu Ronu Paulu, koji je prikupljao sredstva u kampanji za nominaciju za Predsjednika SAD.
Snowden pripovijeda o svojem dubokom interesu za borilačke vještine; to ga je iskustvo nagnalo da u dobi od 19 ili 20 godina upiše u regrutacijski formular za vojsku SAD "budizam" kao svoju religiju. To je međutim učinio, kako govori, zato što na formularu nije bilo opcije "agnosticizam".

## Bijeg
Snowden bježi u Hong Kong a kasnije u Moskvu s ruskim Aeroflotom, 23. lipnja 2013. gdje ga je dočekao diplomatski automobil koji je vjerojatno pripadao Ekvadoru. Snowden je dobio pomoć od organizacije Wikileaks i njenog osnivača Juliana Assangea. Pošto mu veći broj država odbija dati azil, Venezuela je ponudila azil Snowdenu 6. srpnja 2013.
Nakon što se pokazalo kako nije bilo moguće osigurati prijevoz iz Rusije u Venezuelu prigodom kojega Snowden ne bi bio u trećoj zemlji uhićen i izručen SAD-u gdje je protiv njega pokrenut kazneni postupak zbog špijunaže, dodijelila mu je Rusija 1. kolovoza 2013. godine - nakon što je mjesec dana proveo u kompleksu međunarodnog aerodroma kod Moskve - privremeni azil na razdoblje od godinu dana.